# Wojciech Stattler

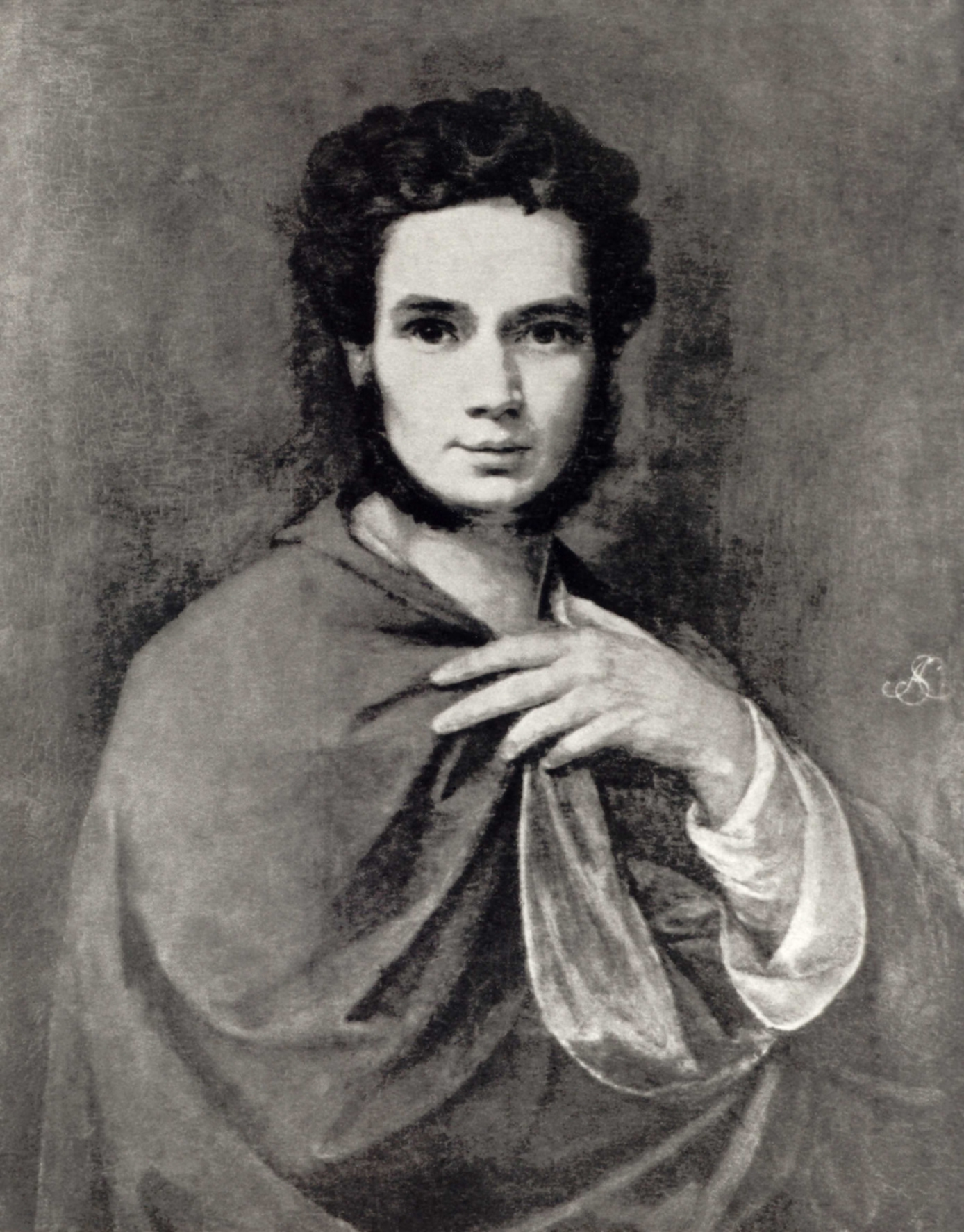
Wojciech Korneli Stattler, Selbstbildnis von 1828

Wojciech Korneli Stattler (* 20. April 1800 in Krakau; † 6. November 1875 in Warschau) war ein polnischer Maler und Kunstlehrer.

## Leben
Wojciech Stattler wurde als Sohn des Kesselfabrikanten und Stadtrats von Krakau Joachim Stattler geboren. 1816 begann er ein Studium der Mathematik und Naturwissenschaften an der Jagiellonen-Universität, aber schon nach einem Jahr wechselte er an die Kunsthochschule Krakau, um dort bei Antoni Brodowski, Józef Peszka und Franciszek Lampi zu studieren. Anschließend, von 1818 bis 1827, studierte er in Rom und Venedig u. a. bei Vincenzo Camuccini, Bertel Thorvaldsen und Antonio Canova.
Nach der Rückkehr arbeitete er als Porträtist und porträtierte u. a. Angehörige der Familie Potocki und Fürst Adam Jerzy Czartoryski. 1829–1857 war er Professor der Krakauer Kunsthochschule. Seine Schüler dort waren u. a. Aleksander Kotsis, Arthur Grottger und Jan Matejko. 1870 zog er nach Warschau, wo er 1875 verstarb und auf dem Powązki-Friedhof beigesetzt wurde.